# ワンパクパルサー
ワンパクパルサーは、山佐が1997年に開発・販売したパチスロ機である。

## 概要
ワンパクパルサーはニューパルサーのリバイバル機を除けば純Aタイプの4.0号機最後のパルサーシリーズである。しかしながら1000台限定発売だったため、シリーズ中ではレアな部類に入る。そういった理由によるものかは不明だが、山佐公式HPの機種一覧にも掲載されていない（発売当時も機種紹介はされなかった）。
- ゲーム性は前作のケロケロパルサーとほぼ同じで、ビッグボーナス中の設定判別も同じように可能。ただしリール配列、リーチ目等は異なる。
- 同系機種と比較して機械割が低く抑えられており、設定6でも104%弱となっている。ボーナス確率自体も総じて抑え目である。

## シリーズ封印
ワイワイパルサー2以降、パルサーシリーズがマンネリ化したにもかかわらずリリースされ続けた理由として『まだまだ「カエル」を欲しがるホールが多かった』と、パチスロ攻略マガジン（双葉社）掲載の開発者インタビューで語られた。実際、当該記事によると本機は受注開始後早い段階で完売したとのこと。後にパルサーシリーズの次作とみられていたパルサーXXXが日の目を見ることなくお蔵入りとなり、シリーズ新作は2001年発売のキングパルサーまで一時封印されることとなった。

## ボーナス確率・機械割
| 設定 | BIG      | REG      | 機械割 |
| ---- | -------- | -------- | ------ |
| 1    | 1/309.13 | 1/585.14 | 91.5%  |
| 2    | 1/292.57 | 1/546.13 | 94.0%  |
| 3    | 1/277.69 | 1/512    | 96.9%  |
| 4    | 1/264.26 | 1/481.88 | 98.9%  |
| 5    | 1/252.06 | 1/455.11 | 101.3% |
| 6    | 1/240.94 | 1/364.09 | 103.6% |

※メーカー発表の数値